# National Lampoon
National Lampoon foi uma revista norte-americana de humor publicada entre 1970 e 1998. A revista também incluía cartoons e tiras. A revista teve suas vendas minguadas nos anos 80, não sendo mais publicada a partir de 1998.